# Salicornia fruticulosa
Salicornia fruticulosa är en amarantväxtart som beskrevs av Vincenzo Tineo. Salicornia fruticulosa ingår i släktet glasörter, och familjen amarantväxter. Inga underarter finns listade i Catalogue of Life.